# Trigonales Kristallsystem
Das Trigonale Kristallsystem gehört zu den sieben Kristallsystemen in der Kristallographie. Es umfasst alle Punktgruppen mit einer dreizähligen Dreh- oder Drehinversionsachse.
Das trigonale Kristallsystem ist mit dem hexagonalen Kristallsystem eng verwandt und bildet zusammen mit ihm die hexagonale Kristallfamilie.

## Trigonale Achsensysteme
Zur Beschreibung trigonaler Raumgruppen werden zwei verschiedene Gitter-Systeme verwendet:
- das hexagonale Gitter-System
- das rhomboedrische Gitter-System.

Diese sind im Artikel hexagonales Kristallsystem beschrieben.
Im modernen Sprachgebrauch sind die beiden Begriffe trigonal und rhomboedrisch klar abgegrenzt:
- trigonal ist die Bezeichnung für eine Menge von Symmetriegruppen.
- rhomboedrisch ist die Bezeichnung eines Gitter-Systems.

## Trigonale Punktgruppen
Das trigonale Kristallsystem umfasst die Punktgruppen 3, 3, 32, 3m und 3m. Dies sind alle Punktgruppen der hexagonalen Kristallfamilie, in denen es eine Raumgruppe R... mit rhomboedrischer Zentrierung gibt – dagegen können die Raumgruppen des hexagonalen Kristallsystems alle mit dem hexagonal primitiven Achsensystem beschrieben werden (P...).
Das trigonale Kristallsystem umfasst somit alle Untergruppen der Punktgruppe 3m, die eine 3-zählige Achse haben; daher auch die charakteristische 3 (oder 3) an zweiter Stelle der Raumgruppensymbole des trigonalen Kristallsystems. Diese Punktgruppen haben – anders als die hexagonalen Punktgruppen – alle eine kubische Obergruppe.
Folgende Tabelle liefert einen Überblick über die Raumgruppen des trigonalen Kristallsystems:
| Punktgruppe                          | Punktgruppe                 | Raumgruppen (Hermann-Mauguin-Symbole)                                         | Raumgruppen (Hermann-Mauguin-Symbole)       |
| Schoenflies- Symbol                  | Hermann-Mauguin- Symbol     | primitiv                                                                      | zentriert                                   |
| ------------------------------------ | --------------------------- | ----------------------------------------------------------------------------- | ------------------------------------------- |
| {\displaystyle C_{3}}                | {\displaystyle 3}           | {\displaystyle P3,\,P3_{1},\,P3_{2}}                                          | {\displaystyle R3}                          |
| {\displaystyle C_{3i}(\equiv S_{6})} | {\displaystyle {\bar {3}}}  | {\displaystyle P{\bar {3}}}                                                   | {\displaystyle R{\bar {3}}}                 |
| {\displaystyle D_{3}}                | {\displaystyle 32}          | {\displaystyle P312,\,P321,\,P3_{1}12,\,P3_{1}21\,P3_{2}12,\,P3_{2}21}        | {\displaystyle R32}                         |
| {\displaystyle C_{3v}}               | {\displaystyle 3m}          | {\displaystyle P3m1,\,P31m,\,P3c1,\,P31c}                                     | {\displaystyle R3m,\,R3c}                   |
| {\displaystyle D_{3d}}               | {\displaystyle {\bar {3}}m} | {\displaystyle P{\bar {3}}1m,\,P{\bar {3}}1c,\,P{\bar {3}}1c,\,P{\bar {3}}c1} | {\displaystyle R{\bar {3}}m,\,R{\bar {3}}c} |

### Physikalische Eigenschaften
Zur Beschreibung  der trigonalen Kristallklassen in Hermann-Mauguin-Symbolik werden die Symmetrieoperationen bezüglich vorgegebener Richtungen im Gitter-System angegeben.
- im hexagonalen Achsensystem:
  - 1. Symbol in Richtung der c-Achse (<001>)
  - 2. Symbol in Richtung einer a-Achse (<100>)
  - 3. Symbol in einer Richtung senkrecht zu einer a- und der c-Achse (<120>). Für die 3. Richtung wird auch oftmals die im Allgemeinen nicht äquivalente Richtung <210> angegeben. Auch wenn dies speziell für die Angabe der Lage der Symmetrieelemente keine Rolle spielt, so entspricht diese Angabe nicht den Konventionen.

- im rhomboedrischen Achsensystem:
  - 1. Symbol in Richtung der Raumdiagonalen (<111>)
  - 2. Symbol in Richtung einer Flächendiagonalen (<110>).

| Punktgruppe (Kristallklasse) | Punktgruppe (Kristallklasse) | Punktgruppe (Kristallklasse) | Punktgruppe (Kristallklasse) | Punktgruppe (Kristallklasse)             | Punktgruppe (Kristallklasse)             | Punktgruppe (Kristallklasse) | Punktgruppe (Kristallklasse) | Physikalische Eigenschaften         | Physikalische Eigenschaften | Physikalische Eigenschaften   | Beispiele           |
| Nr.                          | Kristallsystem               | Name                         | Schoenflies-Symbol           | Internationales Symbol (Hermann-Mauguin) | Internationales Symbol (Hermann-Mauguin) | Laueklasse                   | Zugehörige Raumgruppen (Nr.) | Optische Aktivität (Enantiomorphie) | Pyroelektrizität            | Piezoelektrizität; SHG-Effekt | Beispiele           |
| Nr.                          | Kristallsystem               | Name                         | Schoenflies-Symbol           | Voll                                     | Kurz                                     | Laueklasse                   | Zugehörige Raumgruppen (Nr.) | Optische Aktivität (Enantiomorphie) | Pyroelektrizität            | Piezoelektrizität; SHG-Effekt | Beispiele           |
| ---------------------------- | ---------------------------- | ---------------------------- | ---------------------------- | ---------------------------------------- | ---------------------------------------- | ---------------------------- | ---------------------------- | ----------------------------------- | --------------------------- | ----------------------------- | ------------------- |
| 16                           | trigonal                     | trigonal-pyramidal           | C3                           | 3                                        | 3                                        | 3                            | 143–146                      | +                                   | + [001]                     | +                             | Carlinit Gratonit   |
| 17                           | trigonal                     | rhomboedrisch                | C3i (S6)                     | 3                                        | 3                                        | 3                            | 147–148                      | –                                   | –                           | –                             | Dolomit Dioptas     |
| 18                           | trigonal                     | trigonal-trapezoedrisch      | D3                           | 321 bzw. 312                             | 32                                       | 3m                           | 149–155                      | +                                   | –                           | +                             | Quarz Tellur        |
| 19                           | trigonal                     | ditrigonal-pyramidal         | C3v                          | 3m1 bzw. 31m                             | 3m                                       | 3m                           | 156–161                      | –                                   | + [001]                     | +                             | Turmalin Pyrargyrit |
| 20                           | trigonal                     | ditrigonal-skalenoedrisch    | D3d                          | 32/m1 bzw. 312/m                         | 3m                                       | 3m                           | 162–167                      | –                                   | –                           | –                             | Calcit Korund       |
| 1.                           |                              |                              |                              |                                          |                                          |                              |                              |                                     |                             |                               |                     |

Weitere trigonal kristallisierende chemische Stoffe siehe Kategorie:Trigonales Kristallsystem

## Trigonale Kristallformen

Ditrigonales Skalenoeder
Trigonales Trapezoeder
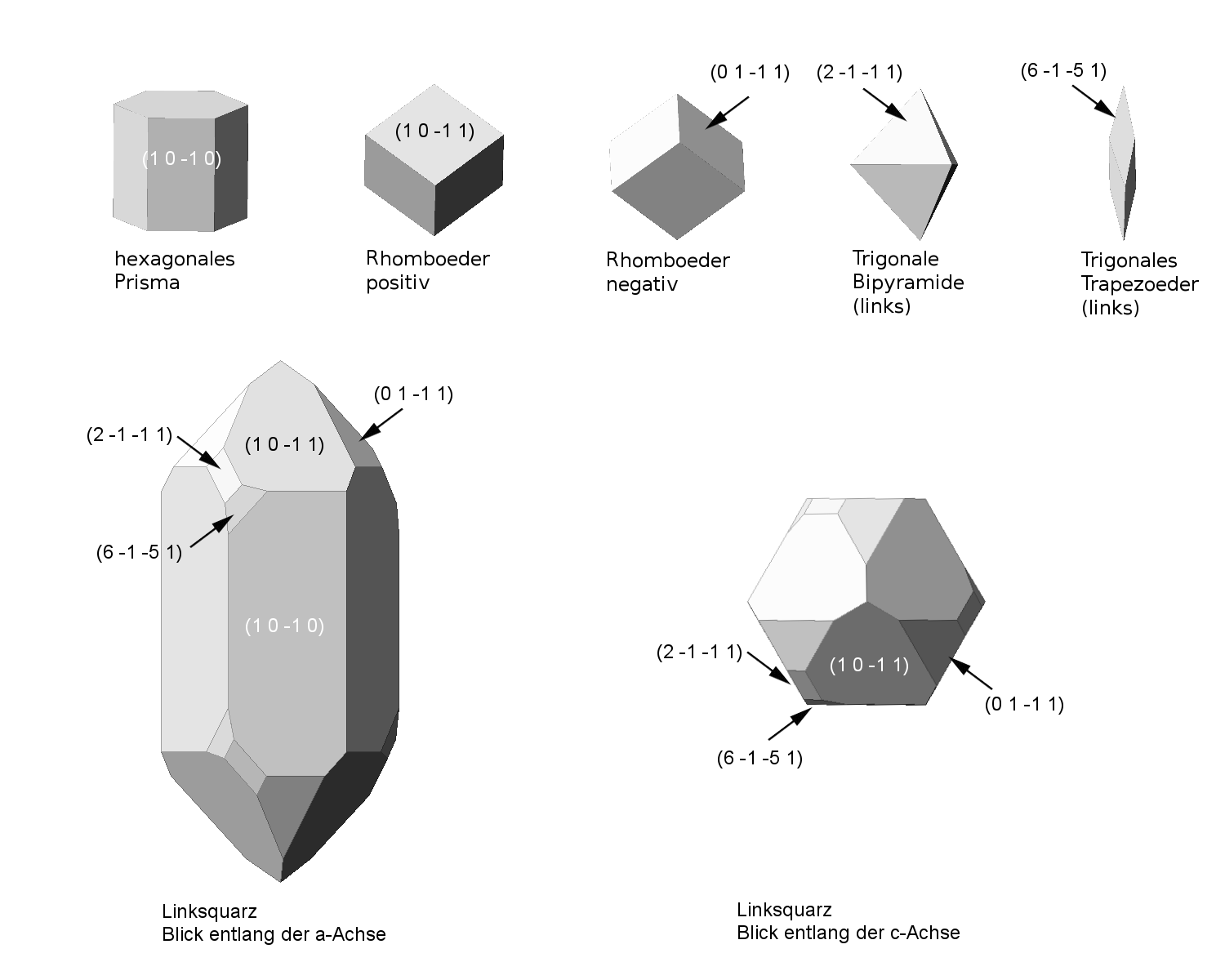
Quarzkristall